# Dagbouw Welzow-Süd
Dagbouw Welzow-Süd is een bruinkoolmijn in de Lausitzer bruinkoolmijnstreek ten noordoosten van de stad Welzow en ten westen van Spremberg.
De bruinkool wordt gewonnen door Lausitz Energie Bergbau AG (LEAG) voor Elektriciteitscentrale Schwarze Pumpe en een brikettenfabriek in Schwarze Pumpe

## Geschiedenis
In 1959 is men begonnen met afgraven en in 1966 is de eerste steenkool gewonnen. In totaal moesten zeventien dorpen en buurtschappen wijken voor de mijnbouw: Dollan (Dolań), Geisendorf (Gižkojce), Gosda (bij Spremberg) (Gózdź), Groß Buckow (Bukow), Haidemühl (Gózdź), Jessen (Jaseń), Josephsbrunn, Kausche (Chusej), Klein Buckow (Bukowk), Klein Görigk (Gorki), Pulsberg (Lutoboŕ), Radeweise (Radojz), Roitz (Rajc), Sagrode, Stradow (Tšadow), Straußdorf (Tšuckojce), Wolkenberg (Klěšnik).

## Externe links

Panorama dagbouw Welzow-Süd